# Octavian Naghiu
Octavian Naghiu, auch Octaviano Naghiu, (* 15. März 1933 in Rucăr, Königreich Rumänien; † 14. Februar 2015 in Bukarest) war ein rumänischer Opernsänger in der Stimmlage Tenor.

## Leben
Naghiu wurde in einem kleinen Dorf in Transsilvanien geboren. Sein musikalisches Talent wurde bereits frühzeitig entdeckt, als er als Junge im Kirchenchor sang. Nach dem Abitur studierte er Gesang am Konservatorium von Bukarest (Consevatorul București). Dort gehörte auch der spätere Tenor Jon Piso zu seinen Studienkollegen. Unmittelbar nach seinem Studienabschluss begann er seine Laufbahn als Sänger am Operettentheater Bukarest (Teatrul de Operetă). Sein Debüt gab er in einer Operettenaufführung an der Seite des rumänischen Tenors Ion Dacian. Nach zahlreichen Auftritten als Operettensänger wurde Naghiu zu einem Gesangswettbewerb in Bukarest eingeladen, aus dem er als Sieger hervorging. Er arbeitete fortan mit so bekannten rumänischen Opernsängern wie Petre Ștefănescu Goangă, Mihail Arnăutu, Nicolae Herlea, Dan Iordăchescu und Octav Enigărescu zusammen. 
Naghiu wurde festes Ensemblemitglied der Staatsoper Bukarest. Dort trat er als Opernsänger hauptsächlich im italienischen Fach auf. Er sang u. a. Rollen in Opern von Giuseppe Verdi, Giacomo Puccini und Gaetano Donizetti. Zu seinen wichtigsten Rollen gehören Edgardo in Lucia di Lammermoor, Herzog in Rigoletto, Riccardo in Un ballo in maschera, Radames in Aida, die Titelrolle in Otello, Rodolfo in La Bohème und Cavaradossi in Tosca.
1964 wurde er unter dem sozialistisch-kommunistischen Regime von Nicolae Ceaușescu verhaftet. 1967 verließ er Rumänien. Über Deutschland kam er in die Schweiz, wo er am Opernhaus Zürich engagiert wurde. In Deutschland gastierte er u. a. am Staatstheater Wiesbaden, an der Deutschen Oper am Rhein Düsseldorf-Duisburg, am Staatstheater Hannover, an der Oper Köln, am Opernhaus Bremen, am Opernhaus Leipzig und am Staatstheater Mainz. 
Im September 1974 trat er als Herzog in Rigoletto an der Wiener Staatsoper auf. Internationale Gastspiele gab er u. a. auch in Paris und Jerusalem. Im April 1969 gab er als Cavaradossi in Tosca sein Debüt an der Metropolitan Opera in New York City. Bis 1971 sang er in insg. 17 Aufführungen der Metropolitan Opera, auch bei Gastspielen in Boston, Cleveland und Minneapolis. Weitere Rollen Naghius an der Metropolitan Opera waren u. a. Herzog in Rigoletto (1969; War Memorial Auditorium Boston, Cleveland Public Auditorium Cleveland, Northrup Memorial Auditorium, Minneapolis), Alfredo in La traviata (1970; Metropolitan Opera House), Rodolfo in La Bohème (1970; New York City, Central Park), Edgardo in Lucia di Lammermoor (1971; Metropolitan Opera House) und Pinkerton in Madama Butterfly (1971; Cleveland Public Auditorium, Cleveland).
Bei dem rumänischen Label Electrecord nahm Naghiu auf Schallplatte Opernarien (Aida, Turandot) und Operettenlieder auf. 
Nach 1990, nach dem Ende des Ceaușescu-Regimes, arbeitete er als festes Mitglied bei der Nationalen UNESCO-Kommission Rumäniens (Comisia Națională a României pentru Unesco). Er sang in Bukarest, Timișoara und Iași. Als Gesangslehrer unterrichtete er an der Akademie der Künste (Academia de Arte) in Iași. 
Naghiu war Träger mehrerer Auszeichnungen. Er wurde mit der Jubiläumsmedaille „Mănăstirea Neamț 1497-1997 - aniversare Mondială UNESCO“ anlässlich der 500-Jahr-Feier des 
Mănăstirea Neamț ausgezeichnet. Er war Ehrendoktor der Universitatea de Arte „George Enescu“ in Iași. 2014 erhielt er vom rumänischen Staatspräsidenten Traian Băsescu den rumänischen Verdienstorden Ordinul Meritul Cultural im Rang eines Kommandeurs (Comandor).
Naghiu starb im Alter von 81 Jahren an einem Herzversagen. Er wurde am 17. Februar 2015 nach römisch-katholischem Ritus auf dem Bellu-Friedhof in Bukarest beigesetzt.